# Labeo curriei
Labeo curriei es una especie de peces de la familia de los Cyprinidae en el orden de los Cypriniformes.

## Morfología
Los machos pueden llegar alcanzar los 16 cm de longitud total.

## Hábitat
Es un pez de agua dulce.

## Distribución geográfica
Se encuentran en África: río Saint Paul (Liberia) y, posiblemente, el río Corubal (Guinea Bissau).